# Каталина (Аризона)
Каталина (енгл. Catalina) насељено је место без административног статуса у америчкој савезној држави Аризона.

## Демографија
По попису из 2010. године број становника је 7.569, што је 544 (7,7%) становника више него 2000. године.
| Група             | 2000.         | 2010.         |
| Белци             | 5.131 (73,0%) | 5.398 (71,3%) |
| Афроамериканци    | 38 (0,5%)     | 71 (0,9%)     |
| Азијати           | 28 (0,4%)     | 75 (1,0%)     |
| Хиспаноамериканци | 1.663 (23,7%) | 1.858 (24,5%) |
| Укупно            | 7.025         | 7.569         |